# Новая Деревня (Пителинский район)
Новая Деревня — деревня в Пителинском районе Рязанской области. Входит в Потапьевское сельское поселение

## География
Находится в северо-восточной части Рязанской области на расстоянии приблизительно 20 км на северо-запад по прямой от районного центра поселка Пителино.

## История
В 1862 году здесь (тогда деревня Елатомского уезда Тамбовской губернии) было учтено 60 дворов.

## Население
Численность населения: 753 человека (1862 год), 598 (1914), 10 в 2002 году (русские 100 %), 3 в 2010.